# Pentou
Pentou est un vizir égyptien de la XVIIIe dynastie. Il a servi sous le règne de Toutânkhamon.
Pentou n'est connu que par un bordereau de jarre à vin trouvé dans la tombe de Toutânkhamon. Il a été suggéré que Pentou — le vizir — est identique à Penthou — le médecin en chef d'Akhenaton —, propriétaire de la tombe 5 à Amarna, mais cette identification ne peut être prouvée.